# Andriej Bałabucha
Andriej Dmitrijewicz Bałabucha (ros. Андре́й Дми́триевич Бала́буха; ur. 10 kwietnia 1947, zm. 2 grudnia 2021) – radziecki pisarz i krytyk. Autor fantastyki.

## Nagrody
- 1992: Nagroda im. I. Jefremowa, Aelita
- 1993: Nagroda Bielajewa, krytyka (za cykl artykułów o fantastyce anglosaskiej)
- 2016: Nagroda Bielajewa, książka popularno-naukowa (Kogda wrut uczebniki istorii. Proszłoje, kotorogo nie było)